# Carinosmylus durus
Carinosmylus durus är en insektsart som beskrevs av Tim R. New 1986. Carinosmylus durus ingår i släktet Carinosmylus och familjen vattenrovsländor. Inga underarter finns listade i Catalogue of Life.